# 龙平路站
龙平路站位于中華人民共和國四川省成都市龙泉驿区，是成都地铁2号线的地下车站。

## 车站概要
本站位于怡安路、玉扬路与双龙路、龙平路交叉口，沿双龙路、龙平路呈西北、东南向布置，于2014年10月26日开通使用。本站共配备有345个汽车泊位，在2号线建设期间，本站曾使用工程名“保安村站”。

## 车站结构
龙平路站为地下两层岛式站台明挖车站，车站主体长度172.4米，主体标准宽度19.2米；有效站台长度为120米，岛式站台宽度10.5米；车站主体建筑面积6937.71平方米，风道建筑面积1243.41平方米，出入口通道面积1362.63平方米，总建筑面积9759.74平方米；车站由4个出入口和2个风亭组成，开挖深度为17米，基坑开挖土方量约为52182立方米。
| 地面      |                                  | 出入口                       |  |
| 地下 一层 | 站厅层                           | 安检、售票机、站内商店       |  |
| 地下 二层 |                                  | 2号线列车往犀浦方向 （书房） |  |
| 地下 二层 | 岛式站台，左边车门将会开启       |                              |  |
| 地下 二层 | 2号线列车往龙泉驿方向 （龙泉驿） |                              |  |

## 出入口
本站目前开放4个出入口。
|          |              |                |      |
| 出口编号 | 设施         | 出口指示       | 照片 |
|          |              | 双龙路、怡安路 |      |
| 出口 · B | 无障碍卫生间 | 双龙路、怡安路 |      |
| 出口 · C |              | 双龙路、玉扬路 |      |
| 出口 · D | 无障碍电梯   | 双龙路、玉扬路 |      |

## 大事记
- 2012年12月30日，主体结构封顶[4]；
- 2014年10月26日，正式启用[1]。